# Lobariaceae
Lobariaceae is een botanische naam voor een familie van korstmossen behorend tot de orde Peltigerales. Het typegeslacht is Lobaria.

## Geslachten
De familie bestaat uit de volgende 14 geslachten:
- Crocodia
- Dendriscocaulon
- Dendriscosticta
- Emmanuelia
- Lobaria
- Lobariella
- Lobarina
- Parmostictina
- Podostictina
- Pseudocyphellaria
- Ricasolia
- Sticta
- Yarrumia
- Yoshimuriella